# Josef Rattensperger
Josef Rattensperger (* 6. April 1807 in Bruck/Pinzgau; † 21. April 1866 in Salzburg) war ein österreichischer Maler.

## Leben
Rattensperger war vor allem als Kirchenmaler nach Art der Nazarener bekannt. Er fertigte ab Mitte der 1830er Jahre zahlreiche Fresken und Altargemälde. Auch als Deckenmaler und Wandmaler war er in Österreich unterwegs. Lithografien gehörten ebenfalls zu seinem Repertoire.

## Werke

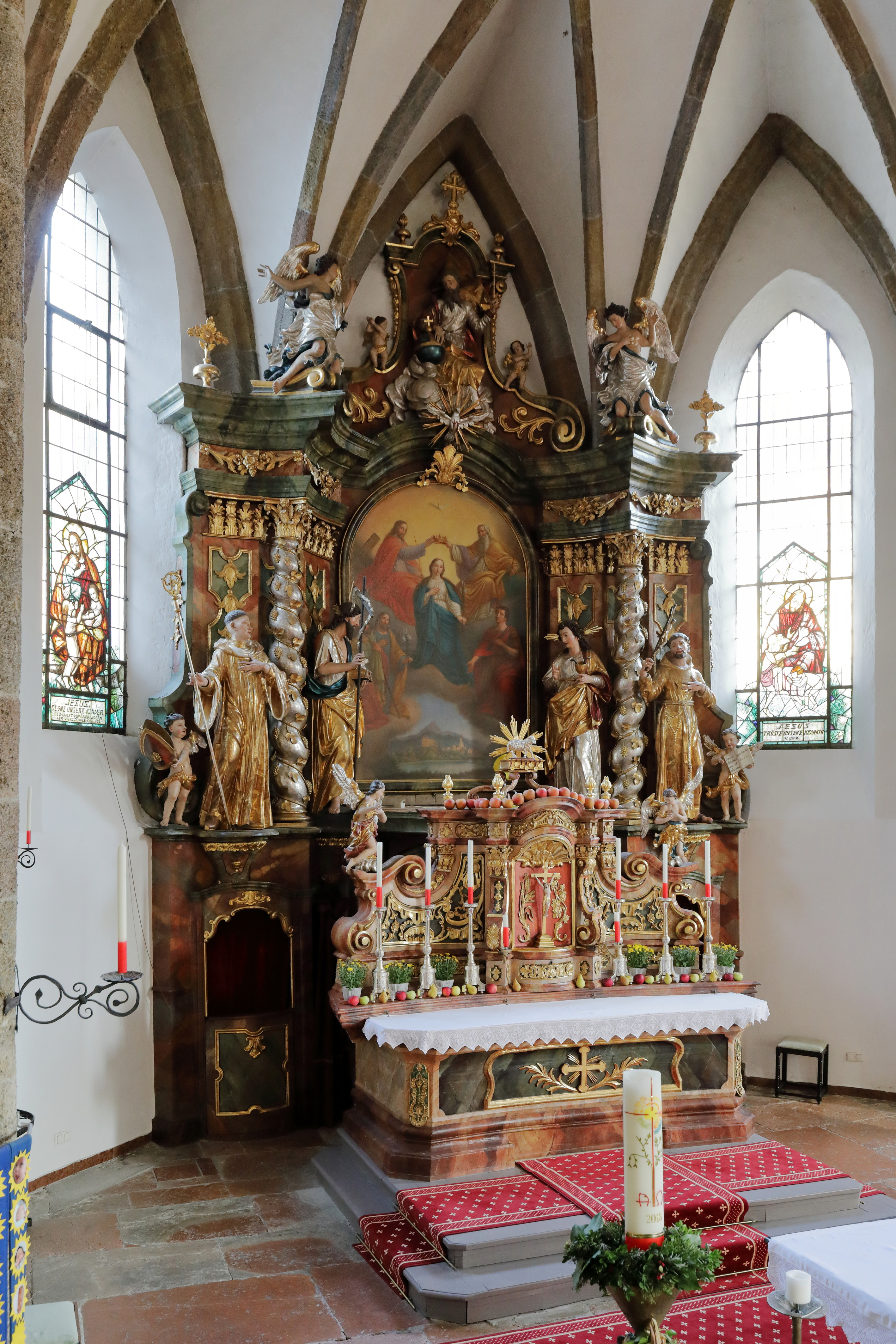
Hochaltarbild der Pfarrkirche von Golling an der Salzach (1859)

- 1836: Deckenfresken Nikolauslegende, vier Kirchenväter, vier Evangelisten, im Chor Kaiser Heinrich II. und Papst Sixtus vor dem Allerheiligsten in der Pfarrkirche hl. Nikolaus in Wald im Pinzgau[5]
- 1842 (?): Seitenaltarblätter, links Marienkrönung und rechts hl. Martin in der Pfarrkirche St. Martin am Tennengebirge[5]
- 1843: Gnadenbild Maria Dorfen in der Wallfahrtskirche hl. Jakob der Ältere in Sankt Jakob am Thurn in Puch bei Hallein[5]
- 1843: Ehemalige Seitenaltarbilder hll. Notburga und Isidor in der Pfarrkirche hl. Oswald in Anif[5]
- 1844: Deckenmalerei Verkündigung, Heimsuchung und Geburt, Auferstehung und Himmelfahrt Christi in der Pfarrkirche St. Martin bei Lofer[5]
- 1844: Einzeldarstellungen der 12 Apostel an den Seitenwänden in der Stiftskirche Mattsee[5]
- 1846: Altarbilder in der Pfarrkirche Perwang
- 1850: Aufsatzmedaillon hl. Georg am Altar der Filialkirche Mutter Gottes in Zelldorf in Mattsee[5]
- 1850: Hochaltarbild hl. Bartholomäus und Auszugsbild Gottvater in der Pfarrkirche Elixhausen[5]
- nach 1850: Deckenmalerei Krönung Mariens, hl. Elisabeth pflegt die Kranken, verteilt an Arme, wird von der Burg vertrieben in der Pfarrkirche hl. Elisabeth in Elsbethen[5]
- 1854: Linkes Altarblatt Kreuzigung Christi in der Pfarrkirche hl. Vitus in Henndorf am Wallersee[5]
- 1854: Deckenmalerei Bergpredigt in der Chorkapelle der Pfarrkirche hl. Johannes der Täufer in Seeham[5]
- um 1856: Seitenaltarbild hl. Familie und Kreuzwegbilder in der Pfarrkirche hl. Martin in Eugendorf[5]
- 1859: Altarblatt Krönung Mariens mit den Wetterheiligen Johannes und Paul und Joseph in der Pfarrkirche Golling an der Salzach[5]
- um 1861: Wandmalerei in der Ölbergkapelle bei der Pfarrkirche hll. Maria und Pankraz in Kuchl[5]
- 1866: Bild hl. Rupert mit Maria von Altötting in der Pfarrkirche hl. Rupert in Muhr im Lungau[5]